# 시장 (장소)

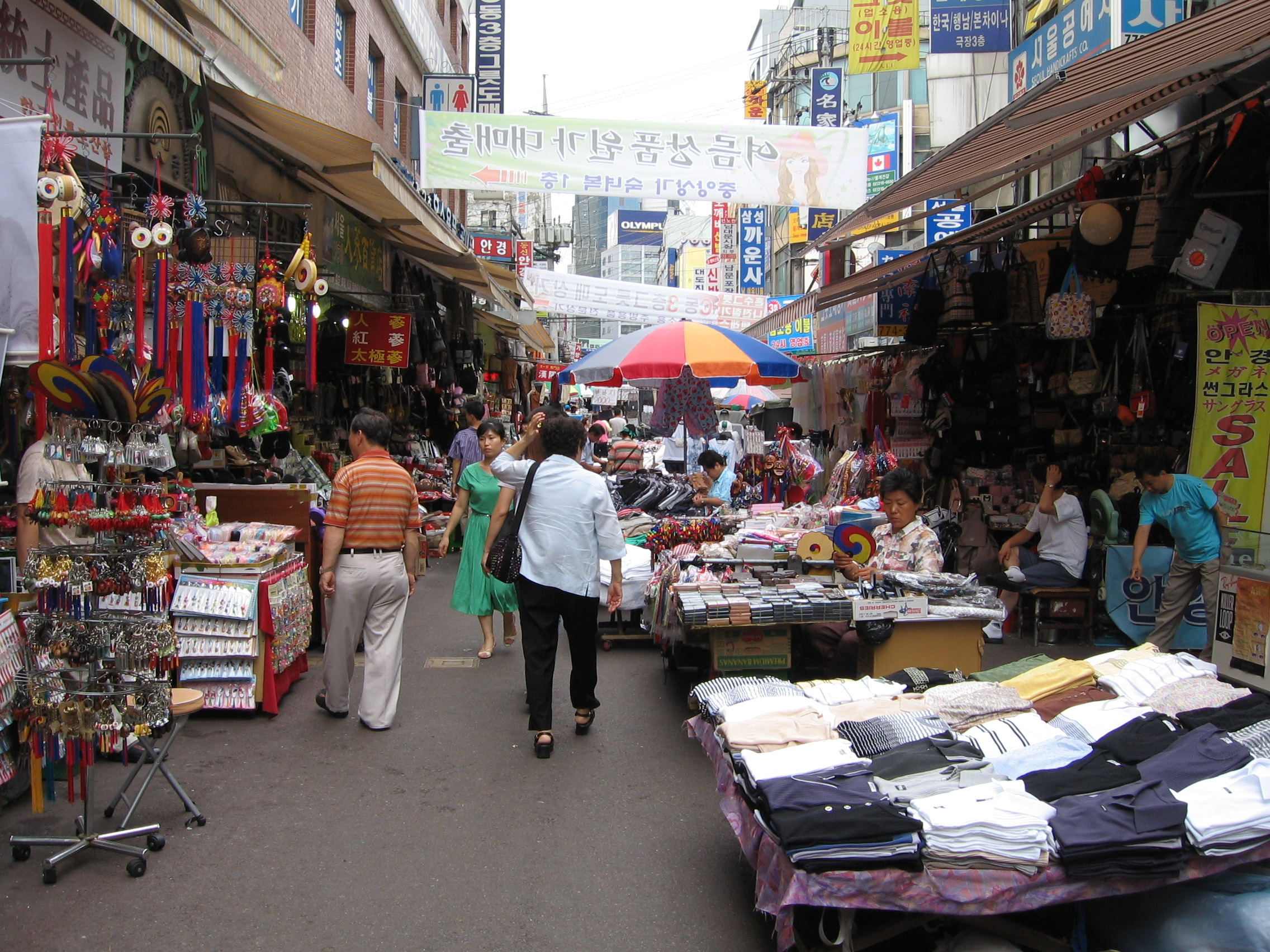
남대문시장

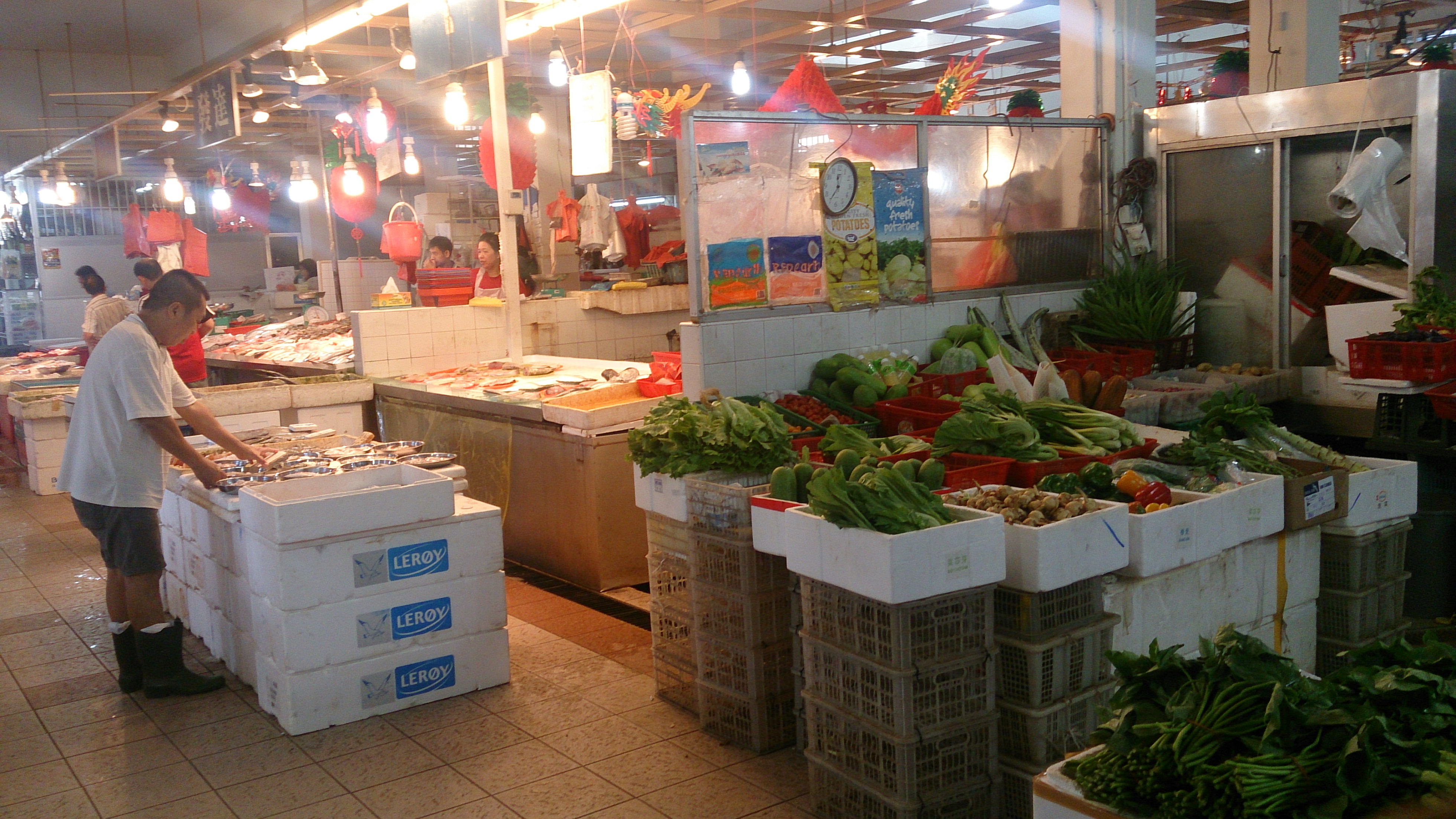
싱가포르의 재래시장

시장(市場) 또는 장터는 판매자와 구매자가 서로의 합의 아래 물건을 팔고 살 수 있도록 해주는 공간이다.

## 역사

### 선사시대
시장은 고대부터 존재해왔다.

## 도매시장
상설시장이며 주로 최종 소비자 외의 사람에게 상품의 매매·교환, 기타 용역을 제공하는 시장. 건물 면적 5,000m2 이상, 매장 면적은 건물 면적의 60% 이상으로 확보할 것을 도매시장 규모를 시장법에서 명시하고 있다. 또한 전기, 급배수 등 유용물 시설, 상담실, 소비자 휴게소, 자유계량대, 공중전화 등 소비자 보호시설, 셔터, 점포내장, 표시물, 홍보판 등 기본 시설, 오물 수거장 등 각종 위생시설을 갖추어야 한다.

## 시장의 종류
생활에 필요한 물품을 사고 파는 시장은 다음과 같이 구분한다.
- 시장이 서는 장소에 따른 분류
  - 성읍시 : 성에서 서는 시장을 성시, 행정관아가 있는 고을에서 서는 시장을 읍시라 부르며, 이 둘을 합쳐 성읍시라 한다. 상설시장인 경우도 있으나, 그렇지 않은 경우도 있다.
  - 향시 : 성읍이 아닌, 시골에서 서는 시장을 가리킨다. 주로 5일장이나 7일장이다. (문경중앙시장)
  - 가로시 : 성읍과 성읍, 마을과 마을 사이의 중간 지점에 있는 도로를 따라 서는 시장을 가로시라 부른다.
  - 경계시 : 행정구역의 경계나 국경에서 서는 시장을 경계시라 한다. 한국사에서는 국경에서 서는 시장을 개시라고 불렀다.
  - 항포시 : 항구나 포구에 서는 시장이다. 한국의 재래시장 가운데 강경장이 유명한 항포시이다.
  - 제전시 : 절을 비롯한 종교사원 경내 또는 그 주변에서 서는 시장을 제전시라 한다. 한국사에서는 고려시대에 불교 사찰 주변에서 시장이 서기도 했으며, 신약성경에서 예수가 신전에서 장사하는 이들을 내쫓은 일화를 소개하는데, 그때의 상황이 제전시이다.
- 시장이 서는 주기에 따른 분류
  - 상설시장 : 날마다 장이 서는 시장이다.
  - 5일장 : 5일마다 한 번 장이 서는 시장이다. 동양의 재래시장은 5일장이 많았다.
  - 7일장 : 7일마다 한 번 장이 서는 시장이다. 유럽이나 중동에서는 종교적인 이유로 7일마다 장이 섰다.
  - 계절시장 : 특정 계절에만 서는 시장이다. 약령시는 주로 봄과 가을에 열리던 계절시장으로 시작하였다.
- 규모와 방식에 따른 종류
  - 재래시장: 오래전부터 자연히 발생된 시장으로 남대문시장, 경동시장과 같이 지역 이름이 붙는다.
  - 상가: 복합 건물에 여러 종류의 상점이 모여 있는 곳을 말한다. 용산전자상가처럼 전문적인 품목을 취급하는 곳도 있고 청계천상가처럼 다양한 물품을 취급하는 곳도 있다.
  - 할인매장: 대규모 유통회사가 운영하는 시장으로 월마트, 이마트, 롯데마트와 같이 고유의 브랜드명이 있다.
- 취급 품목에 따른 종류: 취급 품목에 따라 분류되는 시장은 전문 시장이라고도 하며 주로 도매로 거래한다.
  - 농산물 시장: 농산물을 전문적으로 취급한다.
  - 수산물 시장: 수산물을 전문적으로 취급한다.
  - 약령시 : 한약재를 전문적으로 취급한다.
  - 전자상가 : 전기제품이나 전자부품 등을 전문적으로 취급한다.

## 세계의 시장

### 아시아

#### 동아시아

##### 대한민국
조선시대 전국의 3대 시장은 평양장, 대구장, 강경장이었다. 대한민국의 시장의 대부분은 도매시장이지만 소매시장으로서의 역할도 한다. 광장시장은 한국 최고의 시장으로 인기있는 관광지다. 자갈치시장과 서문시장도 각각 부산과 대구의 대표적인 관광지이다. 서문시장은 한강 이남에서 가장 큰 시장이다. 

## 같이 보기
- 대한민국의 시장 목록
- 바자르
- 헌장
- 노점 (가게)
- 시장도시
- 마케팅
- 야시장
- 행상
- 소매 (상업)
- 바자르
- 노점 (가게)
- 도시법